# Lundsvartlöpare
Lundsvartlöpare (Pterostichus strenuus) är en skalbaggsart som beskrevs av Georg Wolfgang Franz Panzer. Lundsvartlöpare ingår i släktet Pterostichus och familjen jordlöpare. Arten är reproducerande i Sverige. Inga underarter finns listade i Catalogue of Life.